# Slatke male lažljivice: Izvorni grijeh
Slatke male lažljivice: Izvorni grijeh (engleski: Pretty Little Liars: Original Sin) američka je televizijska serija koju su stvorili Roberto Aguirre-Sacasa i Lindsay Calhoon Bring za HBO Max. Serija je četvrta televizijska serija inspirirana Slatkim malim lažljivicama, temeljena na romanima koje je napisala Sara Shepard i smještena  je u isti svemir kao i prethodne serije.
Serija je najavljena u rujnu 2020. godine. Snimanje se odvijalo u New Yorku tijekom pandemije COVID-19. Prva sezona počela se emitirati 28. srpnja 2022. na američkoj streaming platformi HBO Max. U rujnu 2022. serija je obnovljena za drugu sezonu, koja se prikazuje od 9. svibnja 2024. U rujnu 2024. serija je otkazana nakon dvije sezone.

## Radnja

### Prva sezona
Serija prati živote pet tinejdžerica koje žive u Millwoodu u Pennsylvaniji, nakon što počnu primati zastrašujuće poruke od tajanstvene osobe poznate kao "A", koja ih smatra odgovornima za tragičan događaj koji se dogodio 22 godine ranije i za koji su sve njihove majke na neki način krive. Djevojke se zatim udružuju kako bi pokušale shvatiti što se doista dogodilo 1999. godine i kakvu su ulogu njihove majke imale po tom pitanju.

## Pregled serije
Prva sezona počela se prikazivati globalno 28. srpnja 2022. na streaming platformi HBO Max. U Hrvatskoj prva sezona prvo se premijerno prikazala na kanalu HBO 3 od 4. siječnja 2023., kasnije je postala dostupna na HBO Max paltformi. Druga sezona premijeno je dostupna globalbo na platformi Max od 9. svibnja 2024., pod nazivom Ljetna škola
| Sezona | Sezona | Naslov         | Epizode | HBO Max                               | Hrvatsko prikazivanje (HBO 3)       |
| ------ | ------ | -------------- | ------- | ------------------------------------- | ----------------------------------- |
|        | 1.     | Izvorni grijeg | 10      | 28. srpnja 2022. – 18. kolovoza 2022. | 4. siječnja 2023. – 8. ožujka 2023. |
|        | 2.     | Ljetna škola   | 8       | 9. svibnja 2024. – 20. lipnja 2024.   | Još nije najavljeno                 |

## Glumačka postava

### Glavni
- Bailee Madison kao Imogen Adams
- Chandler Kinney kao Tabby Haworthe
- Zaria kao Faran Bryant
- Malia Pyles kao Minnie "Mouse" Honrada
- Maia Reficco kao Noa Olivar
- Mallory Bechtel kao:
  - Karen Beasley
  - Kelly Beasley
- Sharon Leal kao Sidney Haworthe
- Kristen Maxwell kao mlada Sidney
- Elena Goode kao Marjorie Olivar
- Sarah-Anne Martinez kao mlada Marjorie
- Eric Johnson kao Sheriff Tom Beasley
- Alex Aiono kao Shawn Noble
- Lea Salonga kao Elodie Honrada
- Emily Bautista kao mlada Elodie
- Jordan Gonzalez kao Ash Romero

### Sporedni
- Kate Jennings Grant kao Madame Giry
- Carly Pope kao Davie Adams
- Ava DeMary kao mladi Davie
- Robert Stanton kao Marshall Clanton
- Jeffrey Bean kao Mr. Smithee
- Ben Cook kao Henry Nelson
- Lilla Crawford kao Sandy
- Jennifer Ferrin kao Martha Beasley
- Derek Klena kao Wes
- Elias Kacavas kao Greg
- Carson Rowland kao Chip Langsberry
- Gabriella Pizzolo kao Angela Waters
- Kim Berrios Lin kao Shirley
- Zakiya Young kao Corey Bryant
- Kristian Mosley kao mladi Corey
- Brian Altemus kao Tyler Marchand
- Benton Greene kao Zeke Bryant
- Alexander Chaplin kao Steve Bowers

## Produkcija
Dana 2. rujna 2020. objavljeno je da Warner Bros počinje razvijati novu seriju iz franžize Slatke male lažljivice zajedno s Robertom Aguirre-Sacasom, tvorcem hit televizijske serije Riverdale i Sabrina: Jezive pustolovine.
HBO Max,  24. rujna 2020. naručio je 10 epizoda za prvu sezonu, a za naslov serije odabrano je ime "Pretty Little Liars: Original Sin". Serija 7. rujna 2022. obnovljena je za drugu sezonu, koja će se zvati "Pretty Little Liars: Summer School".

## Distribucija
Serija je premijerno prikazana 28. srpnja 2022. s prve tri epizode na platformi HBO Max. Prva sezona izlazila je jednom tjedno s dvije do tri epizode svakog četvrtka, do 18. kolovoza.

## Vanjske poveznice
- Službena stranica na hbomax.com
- Slatke male lažljivice: Izvorni grijeh u internetskoj bazi filmova IMDb-a (engl.)